# Kentucky (Schiff, 1944)

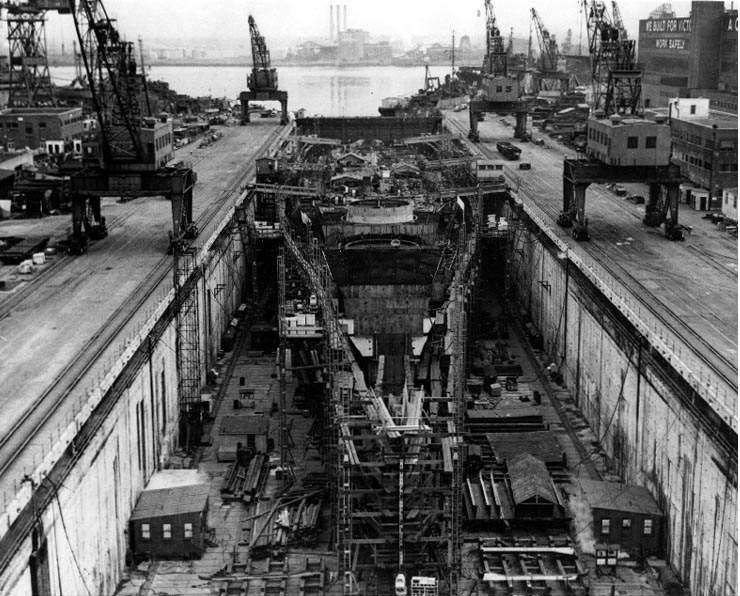
Die Kentucky im Baudock

Die Kentucky (Kennung: BB-66) war ein als Schlachtschiff der United States Navy geplanter Schiffsbau, der zum Ende des Zweiten Weltkrieges gestoppt wurde. Sie sollte das sechste und letzte Schiff der Iowa-Klasse werden. Der Name leitet sich vom US-Bundesstaat Kentucky ab.
Nach der Kiellegung 1942 wurde der Bau nach mehreren Unterbrechungen 1950 endgültig gestoppt. Pläne, das zu drei Vierteln fertige Schiff nach einem neuen Entwurf mit Raketenbewaffnung fertigzustellen, zerschlugen sich in den folgenden Jahren ebenfalls. 1958 wurde schon installiertes Equipment aus dem Rumpf entnommen, dieser dann verkauft und schließlich abgebrochen.

## Technik

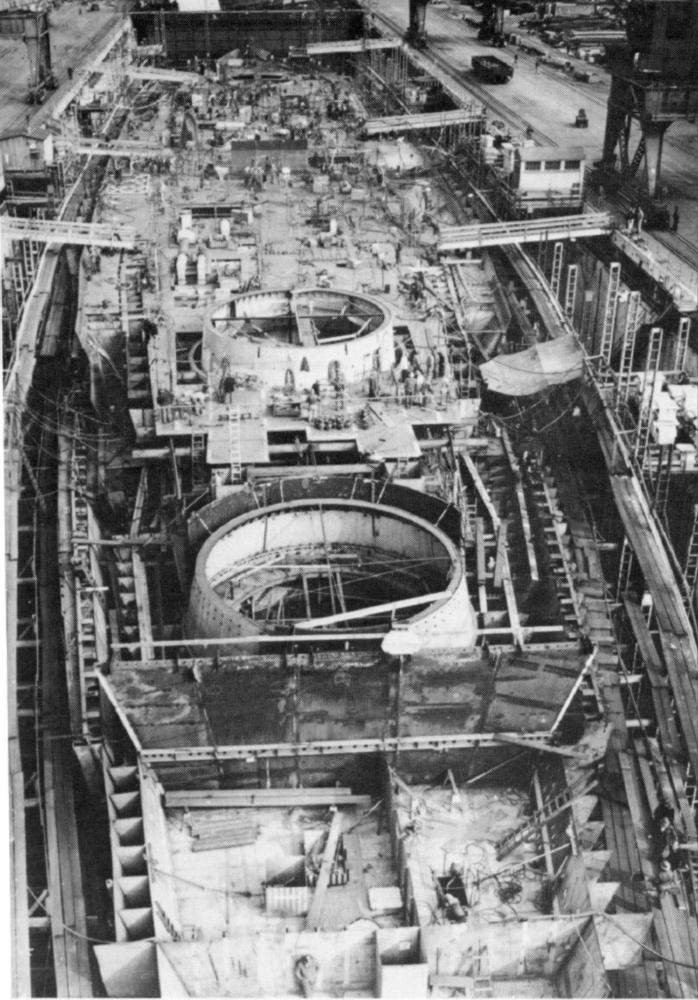
Zu erkennen: Die Barbetten

Die Kentucky gehörte der Iowa-Klasse an und hätte die gleichen Ausmaße und technische Ausstattung der vier fertiggestellten Schiffe der Klasse aufgewiesen, wäre sie komplettiert worden. Der fertiggestellte Rumpf hatte bereits die endgültigen Maße: eine Länge von rund 270 Metern und eine Breite von 33 Metern. Diese Ausmaße wurden nach der Panamax-Spezifikation gewählt, damit die Schlachtschiffe in die Schleusen des Panamakanals passen und somit schnell zwischen Pazifik und Atlantik wechseln konnten. Die Wasserverdrängung der Kentucky hätte nur auf dem Papier der auf der Londoner Flottenkonferenz von 1936 festgelegten Obergrenze von 45.000 tn.l. entsprochen; bei voller Zuladung hätte sie stattdessen bei etwa 58.000 tn.l. gelegen. Eingebaut wurde noch die Antriebsanlage, bestehend aus vier Wellen mit je einer Hoch- und einer Niederdruckdampfturbine. Mit ihren 33 Knoten waren die Schiffe der Iowa-Klasse die schnellsten Schlachtschiffe überhaupt. Erkauft wurde dies allerdings mit dem Verzicht auf einen weiteren Ausbau der Panzerung im Vergleich zur Vorgängerklasse, dem andere Marinen hingegen den Vorzug gaben.
Die Hauptartillerie der Kentucky sollte aus neun Geschützen vom Kaliber 40,6 cm bestehen, die in zwei Drillingstürmen auf dem Vorschiff und einem weiteren auf dem Achterschiff zusammengefasst werden sollten. Mit einer Reichweite von bis zu 40 Kilometern konnten diese Waffen gegen See- und Landziele eingesetzt werden. Zusätzlich waren seitlich der Decksaufbauten je fünf Mehrzweck-Zwillingsgeschütze vom Kaliber 12,7 cm und zahlreiche kleinere Flugabwehrkanonen der Kaliber 4,0 und 2,0 cm vorgesehen. Für Aufklärungsflüge wären zwei Flugzeuge an Bord stationiert worden.

## Geschichte

### Planung
Die ersten vier Iowa-Schlachtschiffe wurden im Mai 1938 genehmigt und im Juli 1939 in Auftrag gegeben (Iowa und New Jersey) beziehungsweise im Juli 1939 genehmigt und im Juni 1940 in Auftrag gegeben (Missouri und Wisconsin). BB-66 wurde im September 1940 zusammen mit der Illinois als drittes Zweier-Paket dieser Klasse offiziell in Auftrag gegeben.
Der Kongress der Vereinigten Staaten hatte den Bau der beiden Schiffe zusammen mit dem der Montana-Klasse im Juli 1940 genehmigt. Die US Navy und Präsident Franklin D. Roosevelt hatten dieses letzte Paket bereits im November 1939 durch den Kongress bringen wollen, nachdem Geheimdienste über den Bau einer neuen Klasse von acht japanischen Schlachtschiffen berichteten. Der Kongress stimmte den beiden Iowas und fünf Montanas aber erst zu, nachdem Frankreich kapituliert hatte und in den USA Ängste aufkamen, dass auch England fallen könnte.

### Bau

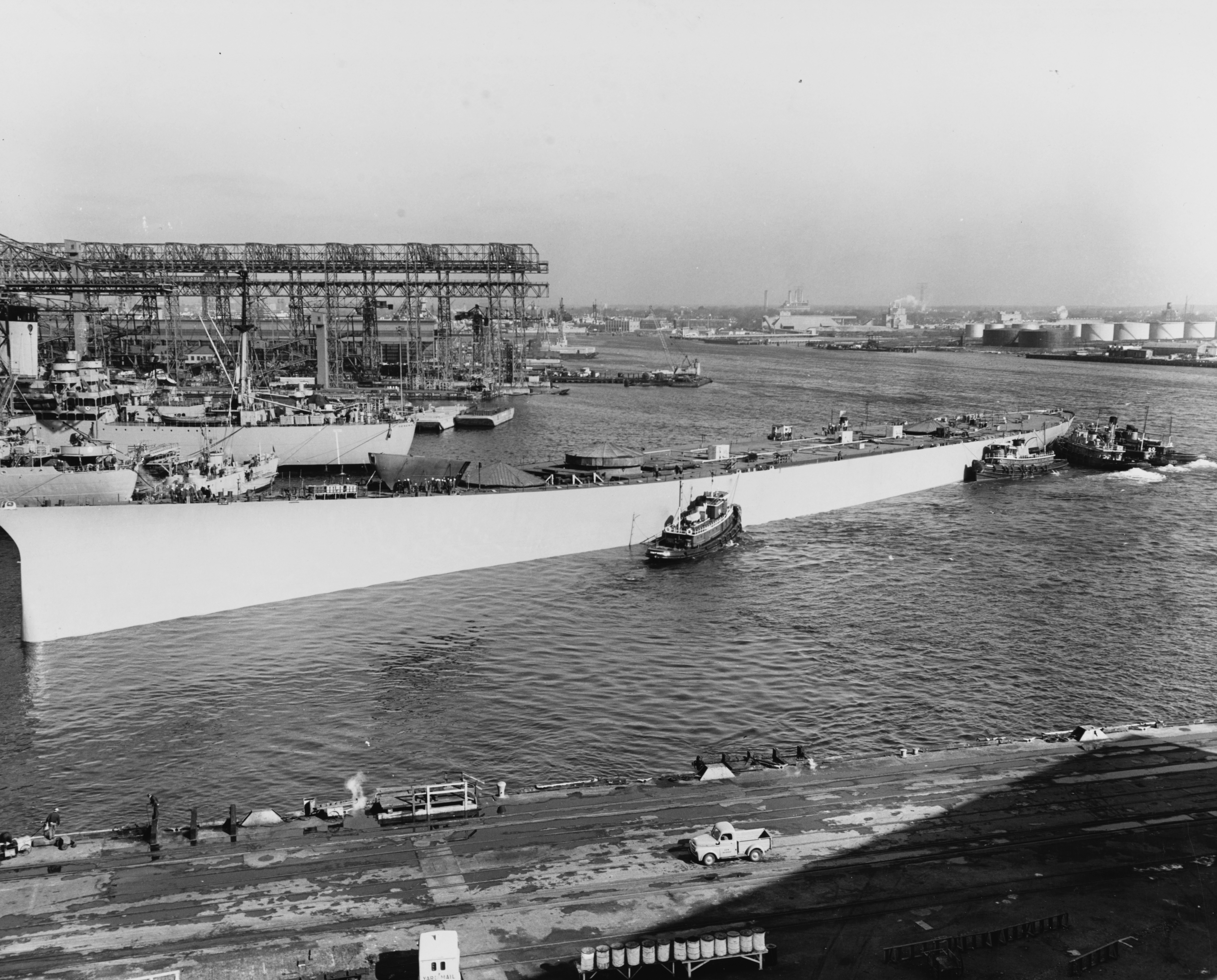
Stapellauf 1950

Die Arbeiten an der Kentucky begannen mit der Kiellegung am 7. März 1942 in der Norfolk Naval Shipyard. Bereits im Juni 1942 wurde jedoch der bis dorthin fertiggestellte Teil, die Bodenplatte des Maschinenraums, aus dem Trockendock geschwommen und für über zwei Jahre eingelagert. Dem Bau von Panzerlandungsschiffen war die höhere Priorität eingeräumt worden.
Die offizielle Kiellegung des Schiffes erfolgte erst nach Wiederaufnahme des Baus am 6. Dezember 1944, ebenfalls in der Norfolk Naval Shipyard. Die ersten Schiffe der Klasse waren zu diesem Zeitpunkt bereits erfolgreich im Kriegseinsatz im Pazifikkrieg. Mit Unterstützung durch die Regierung und die US Navy, besonders in Person des Chief of Naval Operations, Admiral Ernest King, ging daher auch der Bau der Kentucky schnell voran. Die Kapitulation Japans im August 1945 nahm jedoch die Notwendigkeit für eine schnelle Fertigstellung. Die Illinois wurde sofort abgeschrieben, die Kentucky wurde weiter gebaut. Erst am 17. Februar 1947 wurde der Bau gestoppt.
Eineinhalb Jahre später, am 17. August 1948 wurde der Bau wiederaufgenommen; dies geschah zu einem Zeitpunkt, als drei der vier fertigen Iowas bereits wieder aus der aktiven Flotte zurückgezogen und eingemottet wurden. Endgültig eingestellt wurde der Bau am 20. Januar 1950 bei einem Baufortschritt von 73,1 %. Der Rumpf, fertiggestellt bis hinauf zum ersten Deck, wurde vom Stapel gelassen, um das Trockendock freizumachen für die Missouri, die nach einer heftigen Grundberührung repariert werden musste. Die Kosten für den Bau lagen bei 55 Millionen Dollar.

### Verbleib
Die Kentucky wurde daraufhin nach Newport News, Virginia, geschleppt und dort vertäut. Zu dieser Zeit gab es Überlegungen, sie als Schlachtschiff für Luftverteidigung fertigzustellen. Dabei sollten einige der großen Geschütze durch Flugabwehrraketen ersetzt und weitere Flugabwehrkanonen hinzugefügt werden. Gleichzeitig wurden die restlichen Iowas reaktiviert, um im Koreakrieg zu kämpfen.
1955 entschied das Ship Characteristics Board der US Navy tatsächlich, die Kentucky mit Flugabwehrraketen der Typen RIM-2 Terrier, RIM-8 Talos oder RIM-24 Tartar und Boden-Boden-Raketen des Typs SSM-N-9 Regulus II auszurüsten. Die Kosten wurden auf 130 Millionen Dollar geschätzt. Letztlich wurden diese Pläne ebenso wenig wie weitere Vorhaben umgesetzt, die sogar eine ballistische Rakete ähnlich der UGM-27 Polaris auf der Kentucky stationiert sahen.

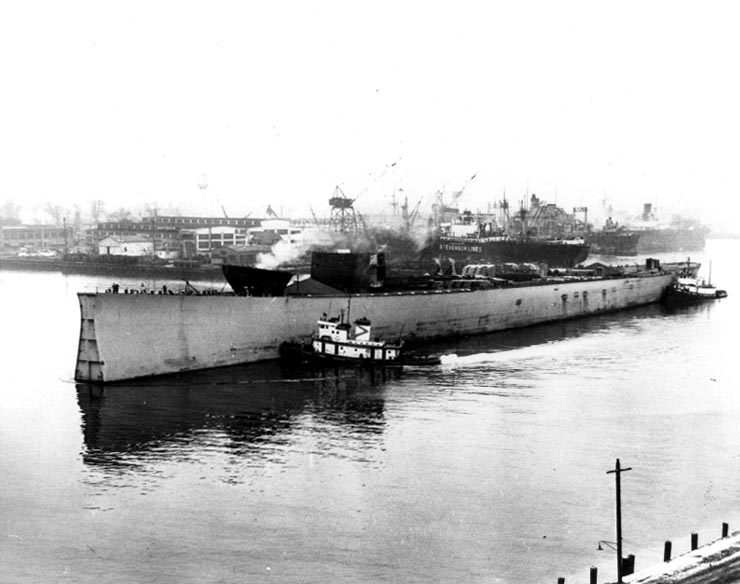
Kentucky ohne Bug auf dem Weg zum Abbrechen

Stattdessen wurde der Rumpf zunehmend als Ersatzteillager für die aktiven Schiffe der Klasse verwendet. Im Mai oder Juni 1956 wurde der Bug der Kentucky auf rund zwanzig Metern abgetrennt und per Seeleichter in die Norfolk Naval Shipyard gebracht. Dort ersetzte er den Bug der Wisconsin, der bei einer Kollision mit dem Zerstörer Eaton schwer beschädigt worden war. Ein neuer Bug für die Kentucky wurde zwar gefertigt und auf das Deck des Schiffs gebracht, aber letztlich nicht mehr angebracht.
Am 9. Juni 1958 wurde endgültig entschieden, die Kentucky nicht mehr fertigzustellen. Sie wurde aus dem Naval Vessel Register gestrichen und zum Abbruch freigegeben. Am 31. Oktober 1958 wurde sie an die Boston Metals Company verkauft, die rund 1,2 Millionen Dollar dafür zahlte. In der Norfolk Naval Shipyard wurden vorher noch die vier Antriebsanlagen entfernt. Auch viele weitere Teile wurden ausgebaut und eingelagert. Im Anschluss wurde die Kentucky nach Baltimore, Maryland, geschleppt und dort abgebrochen.
Die beiden Flottenversorger Sacramento und Camden der Sacramento-Klasse, auf Kiel gelegt 1961 und 1964, erhielten je zwei der Antriebsstränge des Schlachtschiffes. Als 1967 die New Jersey für den Einsatz im Vietnamkrieg reaktiviert wurde, wurde auch eingelagertes Equipment der Kentucky aus der Washington Navy Yard verwendet, um das Schiff wieder einsatztüchtig zu machen.